# テート・セント・アイヴス

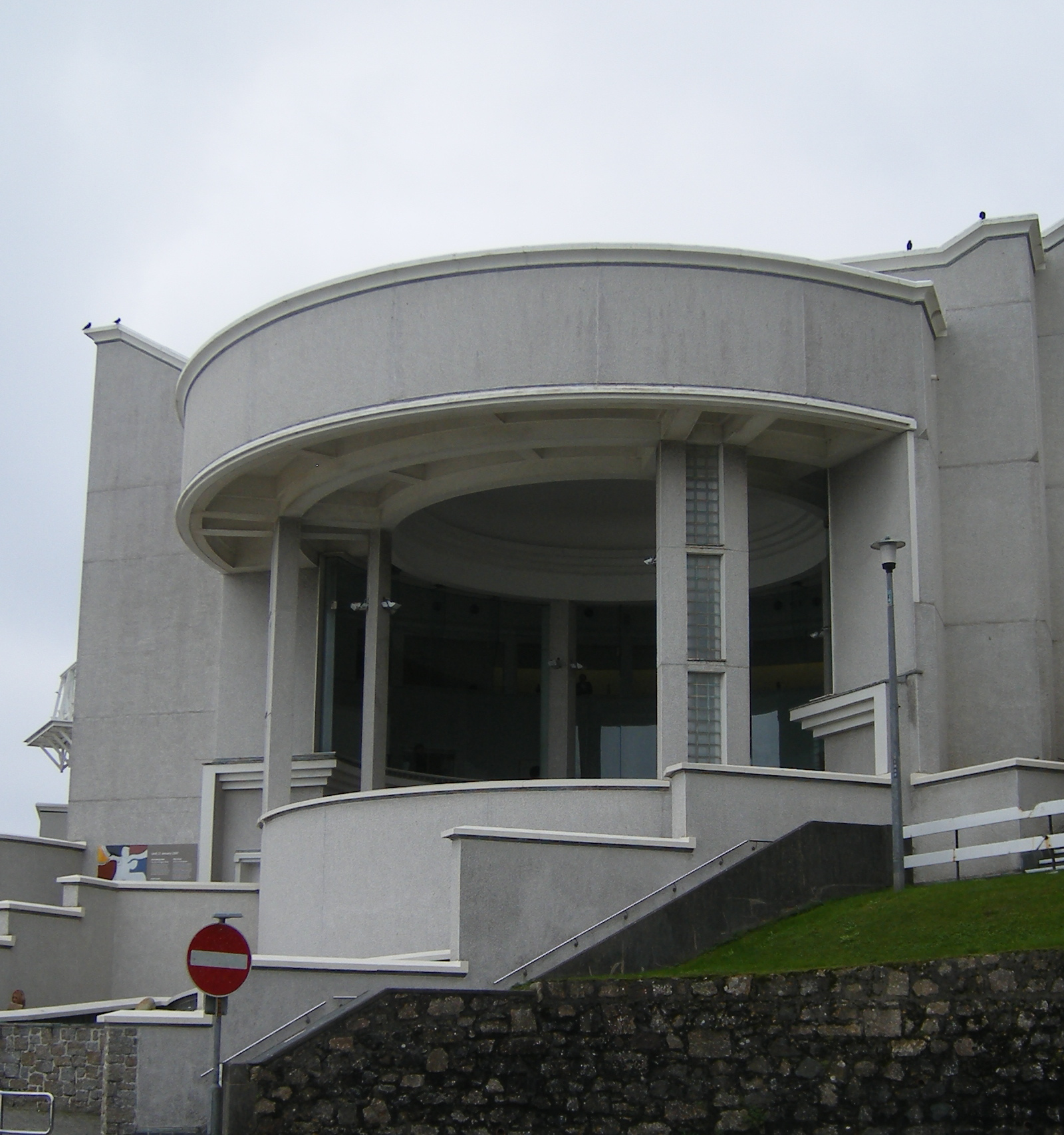
セント・アイヴスの浜辺に建つテート・セント・アイヴス

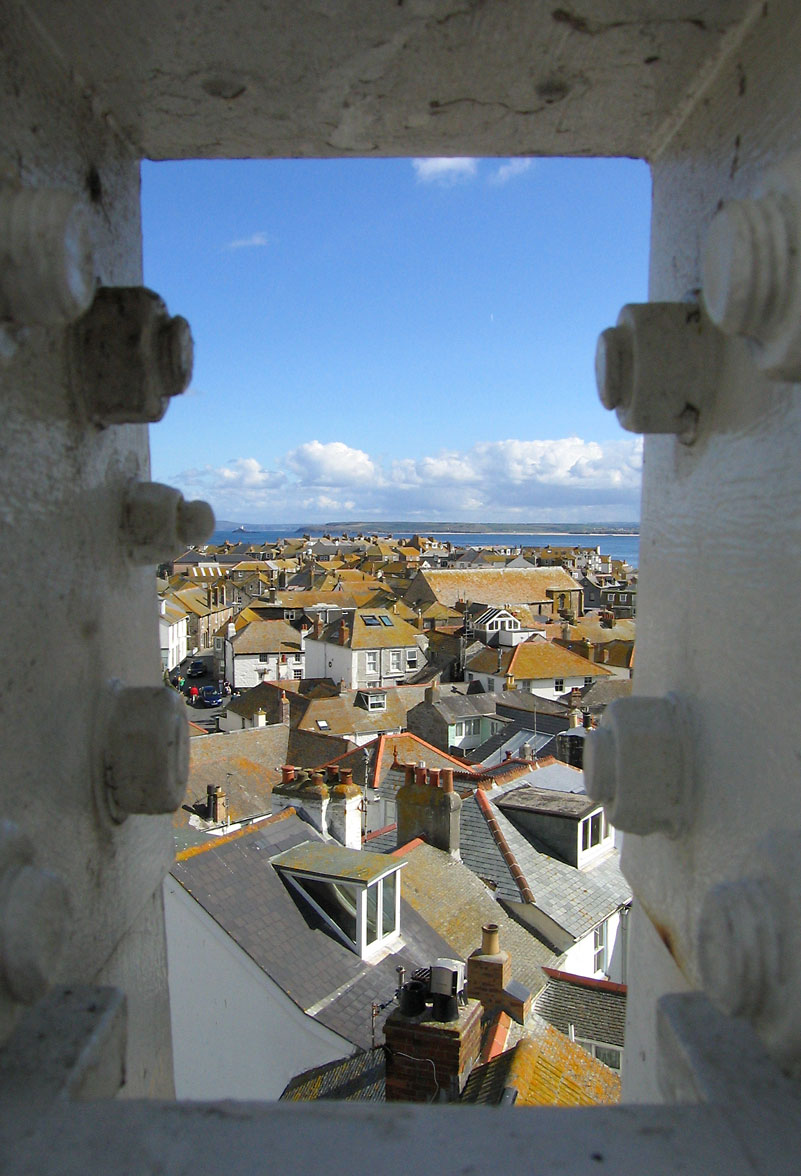
テート・セント・アイヴスから見たセント・アイヴスの町並み

テート・セント・アイヴス（Tate St Ives）は、イギリス西南部コーンウォール半島のリゾート地・港町であるセント・アイヴスに位置する国立の近現代美術館。テート・ブリテン、テート・モダン、テート・リバプールなどとともに、国立美術館ネットワーク「テート」の一部をなしている。1993年に開設され、20世紀初頭にこの地で制作したバーバラ・ヘップワース、ベン・ニコルソンなど「セント・アイヴス派」によるイギリス近代美術の作品を中心に展示している。
イギリスでもサーフィンができる数少ないビーチとして有名なPorthmeorの浜辺に建つ、白亜の円形の建物は、エルドリッジ・エヴァンズとデイヴィッド・シャレフの設計による。町の縁に位置し、胸を打つような浜辺と町の眺めを見わたすことができる。
近隣のバーバラ・ヘップワースのアトリエや美術館・彫刻庭園もテートが以前から管理しているが、これが縁でテート分館が建つことになった。この分館の主な目的はヘップワース以外のセント・アイヴス派も広く展示することや、町おこしへの協力などである。周囲は民間のギャラリーやアート雑貨店などが多く集まっている。2000年代に入り、テート・セント・アイヴスには更なる拡張計画がある。完成すればより良い美術教育スペースが整えられ、大型のアートワークやインスタレーションの展示ができるようになる。

## 20世紀美術と「セント・アイヴス派」
セント・アイブスはイギリスのほかの地方より陽光が明るくて温暖で、19世紀には鉄道が延びてリゾートとして開け始めた。このころセント・アイヴスには美術学校もでき美術家が集まり始めている。
1920年、陶芸家バーナード・リーチは濱田庄司とともに日本からイギリスへ移り、セント・アイヴスに日本式の登窯「リーチ・ポタリー」を開設した。リーチと濱田は、東洋の陶磁器に影響を受けた作品制作や、スリップウェアなど工業化以前のイギリス民間陶器の再発見をしたが、これはセント・アイヴスと国際的な20世紀美術との最初のつながりになった。
1928年、アルフレッド・ウォリス、ベン・ニコルソン、クリストファー・ウッドという三人の芸術家が話し合い、コーンウォール北海岸のリゾート、セント・アイヴスに芸術家のコロニーを作りはじめた。
1939年の第二次世界大戦勃発とともに、ベン・ニコルソンとその妻で彫刻家のバーバラ・ヘップワースがこの地に居を構え、ナチスの迫害から逃れイギリスに逃げてきたナウム・ガボも友人である彼らの後を追って移転してきた。彼らによって、ロンドンから遠く離れたコーンウォールの西端に、国際的なモダニズム芸術や前衛芸術、抽象芸術のイギリスにおける前哨が確立した。戦後、ナウム・ガボはアメリカに渡ったが、新しい世代の芸術家が多く移ってくる。ピーター・ラニョン、ジョン・ウェルズ、ロジャー・ヒルトン、ブライアン・ウィンター、パトリック・ヘロン、テリー・フロスト、ウィルヘルミナ・バーンズ＝グレアムといった人々であり、大西洋の対岸のアメリカで起こった抽象表現主義と交流しながら抽象絵画の運動をおこしていった。こうしたセント・アイヴス派の抽象画は、国際的・普遍的なモダニズムを標榜する一方、コーンウォールの水平線や陽光、荒涼とした丘などのイメージや風土性も反映している。
バーバラ・ヘップワースのアトリエと彫刻作品を置いた庭園は現在公開され、テートによって管理運営されている。テート・セント・アイヴスはイギリス美術の中心地であったこの地にかかわった画家の作品や足跡を保存・研究する一方、今活躍している芸術家の新作展も企画して観光客や住民に刺激を与えている。